# Trachycystis
Trachycystis là một chi rêu trong họ Mniaceae.